# Гарихеви
Гарихеви (груз. ღარიხევი) — село в Грузии, на территории Харагаульского муниципалитета края (мхаре) Имеретия.

## География
Село находится в западной части Грузии, к востоку от реки Чхеримелы, на расстоянии приблизительно 3 километров (по прямой) к северо-востоку от посёлка городского типа Харагаули, административного центра муниципалитета. Абсолютная высота — 672 метра над уровнем моря.

## Население
По результатам официальной переписи населения 2014 года, в Гарихеви проживало 130 человек (67 мужчин и 63 женщины). В национальной структуре населения грузины составляли 98,5 %, азербайджанцы — 0,75 %, русские — 0,75 %.
| Год  | Население, человек |
| ---- | ------------------ |
| 2002 | 188                |
| 2014 | ↘ 130              |